# 斑尾低线鱲
斑尾低线鱲（学名：Barilius caudiocellatus）为輻鰭魚綱鯉形目鲤科低线鱲属的鱼类。在中国，分布于怒江水系和澜沧江水系等，體長可達8.4公分。该物种的模式产地在云南孟定。

## 扩展阅读
維基物種上的相關：斑尾低线鱲